# برانگوو
برانگوو (به لهستانی:  Braniewo) (به آلمانی: Braunsberg) یک منطقهٔ مسکونی در لهستان است که در شهرستان برانگوو واقع شده‌است. برانگوو ۱۲٫۳۶ کیلومتر مربع مساحت و بر اساس سرشماری سال ۲۰۰۶ مجموعاً ۱۷٬۸۷۵ نفر جمعیت دارد.